# Strom (film, 2010)
Strom (francouzsky L'Arbre, anglicky The Tree) je koprodukční hraný film z roku 2010, který režírovala Julie Bertuccelli. Snímek měl světovou premiéru na filmovém festivalu v Cannes dne 23. května 2010.

## Děj
Otec náhle zemře na infarkt během řízení svého auta, které narazí do obrovského fíkovníku. Jeho osmiletá dcera Simone je přesvědčena, že se její otec reinkarnoval do tohoto stromu, a nadále s ním mluví.

## Obsazení
| Charlotte Gainsbourgová | Dawn O'Neil       |
| Aden Young              | Peter O'Neil      |
| Morgana Davies          | Simone O'Neil     |
| Marton Csokas           | instalatér George |
| Christian Byers         | Tim, Dawnův syn   |
| Tom Russell             | Lou               |
| Gillian Jones           | Vonnie            |
| Penne Hackforth-Jones   | paní Johnsonová   |

## Ocenění
- César: nominace v kategorii nejlepší filmová hudba (Grégoire Hetzel)